# Давид Ігнатов
Давид Ігнатов (1885–1954) — американсько-єврейський прозаїк і драматург, редактор США XX століття. Один із засновників школи «молодих» в американсько-єврейській літературі. Писав на їдиш.

## Біографія
Народився в хасидській сім'ї в місті Брусилів, Радомисльський повіт, Київська губернія, Російська імперія (нині в Брусилівському районі, Житомирська область, Україна). Навчався в хедері, потім екстерном склав іспити в гімназії. У 1903 році вирушив до Києва, де приєднався до соціал-демократичного руху, був арештований, став професійним революціонером.
У 1906 році емігрував до Америки. У 1907 році дебютував оповіданням «Пробудження», надрукованим у збірнику  «Югенд»  («Молодість»), того ж року став одним із засновників і одним з найбільш енергійних керівників літературної групи  Ді юнзі  ("групи молодих "), яка до закінчення Першої світової війни займала чільне місце в американсько-єврейській літературі.
Був редактором і видавцем альманахів «Література» (1910, спільно з І. Я. Шварцем) і  «Шріфтн»  (з 1912) — першого в періодиці на їдиш літературного видання, репродукували також твори єврейських художників. У 1916 році редагував альманах  «Велт-айн, ВЕЛТ-ойс» .

## Творчість
Давид Ігнатов вніс у прозу на їдиш особливу музикальність мови, властиві лише йому інтонації і ритми. Прагнучи в своїй творчості стояти над повсякденністю, Ігнатов, проте, віддав данину як романтизму, що ідеалізує єврейські традиції, так і реалізму.
Першу з цих тенденцій найповніше виражають його «Вундермайсес фун алтн Праг» («Чарівні історії старої Праги», 1920) і «Дос фарборгене Ліхт» («Таємний світ», 1918); другу — роман «Ін кеслгруб» («У вируючої ямі», 1918; про виродження і духовне відродження в середовищі єврейських іммігрантів) і трилогія «Ойф вайте вегн» («На далеких дорогах», 1932; про постання єврейського робітничого руху в Америці). Ігнатов писав також розповіді і казки для дітей, п'єси на біблійні сюжети («Фар а Найер Велта», «За новий світ», 1939, про Іфтах; «Гід'он», 1953). Посмертно видано збірник спогадів та есе Ігнатова «Опгерісене блетер» («Відірвані листки», 1957).
Автор низки романів: «У вирі», «Між двох сонць», «Фібі» та ін. З цих творів найбільшою художньою цілісністю відрізняється роман «Фібі», який малює життя єврейського фермера в Америці, роман, просочений неабиякою дозою містицизму й символізму.